# Radu Manicatide
Radu Manicatide (n. 17 aprilie 1912, Iași – d. 18 martie 2004, București) a fost un inginer constructor de aeronave și pilot român.

## Biografie
Radu Manicatide s-a născut la Iași, la 17 aprilie 1912, fiind fiul reputatului profesor de pediatrie Mihail Manicatide. A urmat Școala Politehnică din București și Școala de Aeronautică și Constructii Automobile din Paris (a fost șef de promotie), în perioada 1931-1937. Încă din aprilie 1926 era preocupat de aviație, câștigând cu un planor propriu, M-1, locul I la concursul de aeromodele și planoare. În 1931 a făcut școala de pilotaj, luându-și brevetul.

## Activitatea de concepție aeronautică
În 1935, Radu Manicatide a realizat avioanele monoloc RM-5 (cu greutatea maximă de 200 kg și viteza maximă de 120 km/h) și RM-7 (cu greutatea maximă de 240 kg și viteza maximă de 135 km/h). 
Din anul 1939, inginerul Manicatide, specialist în structuri, a lucrat la IAR Brașov, ca șef al serviciului de studii structuri, apoi ca șef al atelierului de prototipuri și experimentări, unde a participat la realizarea avioanelor proiectate la IAR (IAR-27, IAR-37 și IAR-80) și a avioanelor sub licență (IAR-79 - Savoia Marchetti, Me-109 - Messerschmitt). Continuându-și preocupările mai vechi, în 1942 a realizat la IAR Brașov avionul monoloc RM-9 (cu greutatea maximă de 350 kg și viteza maximă de 138 km/h), iar în anul 1943 planorul RM-10, de tipul Canard, de construcție din lemn, învelit cu pânză. 
În 1944, Radu Manicatide a realizat avionul biloc cu ampenaj orizontal dispus în față (tip rață), RM-11 (cu greutatea maximă de 530 kg și viteza maximă de 175 km/h), iar în 1949 a construit, tot la Brașov avionul biloc de școală IAR-811 (cu greutatea maximă de 650 kg și viteza maximă de 150 km/h). Din 1950, la Uzina de Reparații Material Volant - URMV 3, sub conducerea sa, s-au construit avioanele IAR-813 (cu greutate maximă de 750 kg și viteza maximă de 192 km/h), cu care s-au obținut recorduri omologate de Federația Aeronautică Internațională. 
Radu Manicatide a proiectat și realizat, în 1953, avionul bimotor IAR-814 (cu greutatea maximă de 2.030 kg și viteza maximă 272 km/h), cu care s-a obținut, de asemenea, un record mondial de viteză pe circuit închis, omologat de FAI. Din 1955, tot la URMV 3, s-au construit avioanele IAR-817 (greutate maximă 1.150 kg și viteza maximă de 175 km/h). Radu Manicatide s-a mutat la București, la Întreprinderea de Avioane, realizând în serie IAR-818, intrat în dotarea aviației agricole și sanitare. În 1956 a creat avionul bimotor MR-2, derivat din IAR-814 (cu greutate maximă 2.080 kg și viteza maximă de 275 km/h). După 1967, Radu Manicatide, în colaborare cu Institutul de Mecanica Fluidelor și Cercetări Aerospațiale, a proiectat avioanele IAR-822, IAR-823, IAR-826 și IAR-827, care au fost realizate la ICA Ghimbav.
Planoare
- RM-1 (1926)
- RM-2
- RM-3 (1931) motoplanor
- RM-10 (1943) tip canard

Avioane
- RM-4 (1932)
- RM-5 (1935)
- RM-7 (1935)
- RM-9 (1942)
- RM-11 (1944) tip canard
- RM-12 (1953) tip canard
- IAR-814 (1953)
- IAR-817 (1955)
- IAR-818 (1960)
- IAR-818 H (1960) – hidroavion
- MR-2 (1956) – derivat din IAR-814
- IAR-821 (1967)
- IAR-821 B (1968)
- IAR-822 (1970)
- IAR-822 B (1973)
- IAR-823 (1973) + colectiv

## Realizarea de automobile
Radu Manicatide a reușit să producă un automobil de concepție proprie în 1945. E vorba de un roadster de mici dimensiuni construit la IAR Brașov, dotat cu motor în doi timpi de motocicletă care producea 11,5 CP la o turație de 4.000 rpm. Mașina avea două locuri, motor poziționat în spate și atingea o viteză de 70 km/h. Greutatea proprie a mașinii era de 270 kg, consuma în jur de 4,5l/100 km, și avea o caroserie elegantă inspirată de Jaguar XK120. 

În 1947, sub îndrumarea lui Manicatide, în uzina IAR s-au construit 3 vehicule. Acestea au fost dotate cu motorul IAR002 în doi timpi cu patru cilindri dubli în linie, cu o capacitate de 1000 cmc ce producea 45 CP la 4300 rpm. Viteza maximă a acestor automobile era de 124 km/h. Au existat și variante sport ale acestui motor, care erau capabile să producă 100 CP și 5300 rpm. 

## Distincții
A fost distins cu Ordinul Meritul Științific clasa a III-a (1971) „pentru merite deosebite în opera de construire a socialismului, cu prilejul aniversării a 50 de ani de la constituirea Partidului Comunist Român”.